# Niles Eldredge
Pour les articles homonymes, voir Eldredge.
Niles Eldredge est un paléontologue américain, né le 25 août 1943. Il est l'auteur, avec Stephen Jay Gould, de la théorie de l'équilibre ponctué, proposée en 1972 dans un article intitulé Punctuated equilibrium : an alternative to phyletic gradualism au sein de l'ouvrage collectif Models in Paleobiology.

## Liste partielle des publications
- (en) Niles Eldredge, Joel Cracraft, Phylogenetic patterns and the evolutionary process. Method and Theory in Comparative Biology, Columbia University Press, New York, VIII-349 p.,  (ISBN 023103802X)
- (en) Unfinished synthesis : biological hierarchies and modern evolutionary thought, Oxford University press, Oxford et New York, 1985, VIII-237 p.,  (ISBN 0-19-503633-6)
- (en) Fossils. The Evolution and Extinction of Species (texte de Niles Eldredge ; photographies de Murray Alcosser ; introduction de Stephen Jay Gould), Aurum Press, Londres, 1991, 220 p.,  (ISBN 1-85410-198-6)
- (en) Reinventing Darwin. The Great Debate at the High Table of Evolutionary Theory, J. Wiley & sons, New York, Chichester et Brisbane, 1995, XI-244 p.,  (ISBN 0-471-30301-1)
- (en) Life in the balance. Humanity and the Biodiversity Crisis (texte de Niles Eldredge, illustrations de Patricia Wynne), Princeton University Press, Princeton, 1998, XV-224 p.,  (ISBN 0-691-00125-1)
- (en) Darwin : Discovering the Tree of Life, W. W. Norton & Co., New York, 2005, XIV-256 p.,  (ISBN 0-393-05966-9)